# Tomasz Hioji Rokusayemon Nishi
Tomasz od św. Jacka Hioji Rokusayemon Nishi (ur. 1590 w Hirado w Japonii; zm. 15 listopada 1634 wzgórze Nishizaka w Nagasaki) – święty Kościoła katolickiego, japoński dominikanin, męczennik.

## Życiorys
Gdy miał 10 lat jego rodzice ponieśli śmierć męczeńską z powodu wyznawania wiary chrześcijańskiej. W wieku 12 lat rozpoczął naukę w szkole jezuitów w Nagasaki mającą go przygotować do pracy katechisty.
W wieku 30 lat udał się do Manili, z zamiarem wstąpienia do jakiegoś zakonu. Został przyjęty do dominikanów. Przyjął wówczas imię Tomasz od św. Jacka, które było związane z jego podziwem dla św. Tomasza z Akwinu oraz chęcią naśladowania misyjnego ducha św. Jacka. Święcenia kapłańskie otrzymał 15 sierpnia 1626 r. Pragnął powrócić do ojczyzny, by tam szerzyć ewangelizację, wysłano go jednak najpierw na Formozę (obecnie Tajwan).
Do Japonii przybył 10 listopada 1629 r. W tym czasie gubernator Nagasaki był zdeterminowany, żeby całkowicie wytępić chrześcijaństwo z podległego sobie regionu. Po pewnym czasie działalności apostolskiej Tomasz od św. Jacka został uwięziony razem z włoskim misjonarzem Jordanem od św. Szczepana Ansalone 4 sierpnia 1634 r. Poddano go torturom, a 11 listopada 1634 r. zastosowano wobec niego torturę tsurushi, w wyniku której zmarł 15 listopada 1634 r. Jego ciało zostało spalone, żeby współwyznawcy nie mogli zebrać żadnych relikwii. Męczeństwo poniósł na wzgórzu Nishizaka w Nagasaki, miejscu gdzie stracono wielu chrześcijan.
Został beatyfikowany przez Jana Pawła II 18 lutego 1981 r. w Manila na Filipinach w grupie Dominika Ibáñez de Erquicia i towarzyszy. Tę samą grupę męczenników kanonizował Jan Paweł II 18 października 1987 r.